# Röthner Schlösschen
Der Ansitz Röthner Schlösschen liegt im südlichen Teil von Röthis (Vorarlberg) und dient heute vor allem als Gemeindeamt. Im örtlichen Sprachgebrauch wird es auch „Röthner Schlössle“ oder „Röthner Schlößle“ genannt. Das Objekt steht unter Denkmalschutz (Listeneintrag).

## Geschichte
Der Ansitz wurde im späten 15. oder im 16. Jahrhundert vom Feldkircher Patriziergeschlecht der Litscher errichtet. Diese waren in Röthis begütert und 1489 wurde Salomon Litscher in den Freiherrenstand erhoben. Noch vor 1628 ging das Schlösschen in den Besitz der mit den Litscher verschwägerten Familie Frey von Schönstein über. Anton Frey war 1685 kaiserlicher Postmeister in Lindau. Die Freys beauftragten um 1600 z. B. die Grisaille-Architekturmalereien im Saal des zweiten Obergeschoßes sowie im letzten Drittel des 17. Jahrhunderts eine frühbarocke Kassettendecke aus Zirbenholz. 1777 starb Euphrosina Frey unverheiratet als letzte Vertreterin der Familie in Röthis. Bis 1836 war das Röthner Schlösschen dann im Besitz der ebenfalls verschwägerten Familie Clessin aus Feldkirch. Um 1980 wurde der bereits vom Verfall bedrohte Ansitz von der Gemeinde Röthis erworben und grundlegend restauriert.

## Architektur
Der Ansitz ist ein dreigeschoßiger kubischer Rechteckbau mit deutlich vorspringendem Satteldach. An der straßenseitig westlichen Giebelfront ist ein dreigeschoßiger quadratischer Treppenturm angefügt. Ursprünglich hatte er kleine schlitzartige Sandsteinfensterchen auf, die bei der letzten Renovierung zum Großteil erweitert wurden. Sein oberstes Geschoß ist in Riegelbauweise mit einem Walmdach.
Im Erdgeschoß führt ein Rundbogenportal in den tonnengewölbten Keller. Die einfachen modernen Rechteckfenster des Hauptbaues wurden im Lauf der Zeit mehrfach verändert und haben zum Teil gefalzte Steinrahmen. An der Ostseite befindet sich im ersten und zweiten Obergeschoß ein breiter Flacherker mit Fensterluken. Südseitig ist eine gemalte Sonnenuhr aus dem Jahr 1676 mit den Wappen Litscher-Breysach und Frey von Schönstein erhalten. Im Nordosten wurde bei der letzten Sanierung ein hölzernes Stallgebäudes durch einen modernen Erweiterungsbau ersetzt.
Das Haupthaus hat im Erdgeschoß einen tonnengewölbten Flur mit Stichkappen. Das Stiegenhaus hat eine einfache Felderdecke aus dem 17. Jahrhundert, ebenso wie der Flur im zweiten Obergeschoß. Im südwestliche Eckzimmer im zweiten Stock gibt es eine Rokoko-Stuckdecke mit flammenartigem Rocaillestuck. Die Renaissancetüren sind nur noch fragmentiert erhalten.

## Heutige Nutzung
Seit 1989 befindet sich das Röthner Gemeindeamt im Gebäude. Es ist im 1. Stock untergebracht, darüber sind ein Raum für Trauungen, ein kleiner Mehrzwecksaal sowie ein Sitzungszimmer. Im Erdgeschoß war eine Zahnarztpraxis ansässig, seit 2016 residiert dort eine Anwaltskanzlei.